# Konek Frigyes
Norvalli Konek Frigyes, Konek Frigyes István (Győr, 1867. szeptember 17. – Budapest, 1945. január 27.) kémikus, vegyészmérnök, a Magyar Tudományos Akadémia levelező tagja. Tudományos munkásságának fő területe a szerves kémia, azon belül az alkaloidszintézis volt.

## Életútja
Felsőfokú tanulmányokat a budapesti József Műegyetemen és a Müncheni Műszaki Egyetemen folytatott, végül a szintén müncheni Lajos–Miksa Egyetemen szerzett bölcsészdoktori oklevelet. 1893-tól 1895-ig a grazi Károly Ferenc Egyetemen oktatott tanársegédként. 1895-ben hazaköltözött, és a Budapesti Tudományegyetemen magántanári képesítést szerzett a szerves és alkaloidkémia tárgyköréből. Ezzel párhuzamosan 1896-tól a földművelésügyi minisztérium felügyelete alá tartozó Országos Magyar Királyi Kémiai Intézet és Központi Vegykísérleti Állomáson is dolgozott vegyészként. 1906-tól 1919-ig fővegyészi titulussal a technológiai osztály vezetője, majd az intézet kísérletügyi igazgatója volt. Mindeközben az oktatómunkát sem hanyagolta el, 1908-tól címzetes nyilvános rendkívüli tanári címmel oktatott, s 1919 után is tartott előadásokat a fővárosi egyetemen. Feleségével, Jansky Paulinával együtt hunyt el bombatalálat következtében 1945. január 27-én délután egy órakor Keleti Károly utca 15/b. szám alatti lakásán.

## Munkássága
Kutatásai homlokterében a szintetikus szerves kémia különböző kérdései álltak, főként alkaloidkémiával foglalkozott. A farmakológia határterületén az egyes vegyületek szerkezete és élettani hatása közötti összefüggéseket is vizsgálta. Vuk Mihállyal közösen sikeresen szintetizálták a gyógyhatású azofén (vagy antipirin) különböző tio-származékait.
Tanulmányai főként hazai és külföldi szaklapokban jelentek meg.

## Társasági tagságai és elismerései
1918-ban a Magyar Tudományos Akadémia levelező tagjává választották. Emellett rendes tagja volt a Német Kémiai Társaságnak (Deutsche Chemische Gesellschaft), valamint a Természetkutatók és Orvosok Németországi Társaságának (Gesellschaft Deutscher Naturforscher und Ärzte).

## Főbb művei
- Kéntartalmú alkaloidok synthesiséről. In: Mathematikai és Természettudományi Értesítő XXV. 1907. 5. sz. 363–395. o.
- Chemiai configuratio – physiologiai hatás. In: Mathematikai és Természettudományi Értesítő XXXIX. 1922. 250–258. o. (Akadémiai székfoglalója)
- Lokálanesztétikai szintézisek. In: Mathematikai és Természettudományi Értesítő XLVI. 1929. 348–362. o.
- Mesterséges cukrok. In: Természettudományi Közlöny 1929.
- Észrevételek és adatok a nitrátion gravimetriás meghatározásához. In: Mathematikai és Természettudományi Értesítő LI. 1934. 294–304. o.
- Adatok a spartein és a vele rokon szerkezetű csillagfürt alkaloidok kémiájához. In: Mathematikai és Természettudományi Értesítő LVI. 1937. 2. sz. 449–465. o.
- Adatok a Cinchona cuprea alkaloidjainak kémiájához. In: Mathematikai és Természettudományi Értesítő LVI. 1937. 2. sz. 570–581. o.
- Alkaloidbetainek. In: Mathematikai és Természettudományi Értesítő LVII. 1938. 3. sz. 1004–1019. o.
- Új helyi érzéstelenítő hatású vegyületek (kokainpótlók) szintézise oxy-, illetve halogénketonsavakból. In: Mathematikai és Természettudományi Értesítő LXII. 1943. 1. sz. 109–126. o. (Szász Károllyal)